# Artemisia
Assenzio (nome scientifico Artemisia L., 1753) è un genere di piante angiosperme dicotiledoni della famiglia delle Asteraceae, sottofamiglia Asteroideae, tribù Anthemideae (Asian-southern African grade) e sottotribù Artemisiinae.

## Etimologia
Il nome Artemisia, di etimologia incerta, è ricondotto alla dea greca della caccia Artemide, o secondo un'altra ipotesi alla regina Artemisia († 350 a.C.), succeduta sul trono di Caria al fratello e consorte Mausolo; si ipotizza inoltre un riferimento al greco artemes (“sano”), con allusione alle proprietà medicamentose delle piante del genere.
Il nome scientifico Artemisia si deve a Linneo (Carl von Linné, 1707–1778), medico e naturalista svedese considerato il padre della moderna classificazione scientifica degli organismi viventi, che descrisse la specie tipo Artemisia vulgaris nella pubblicazione "Species Plantarum" del 1753.

## Descrizione

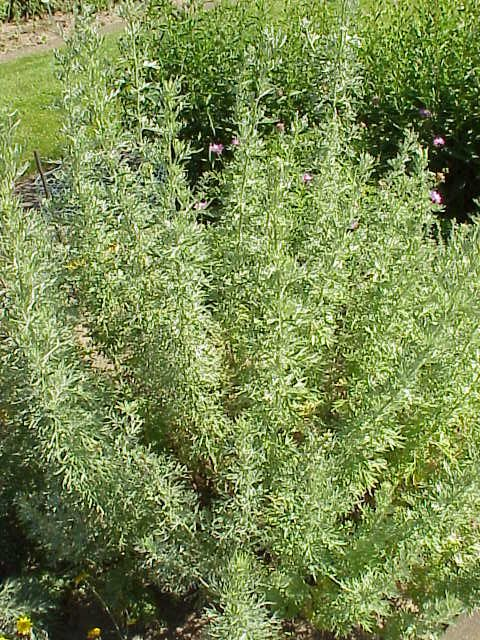
Il portamento
Artemisia alba

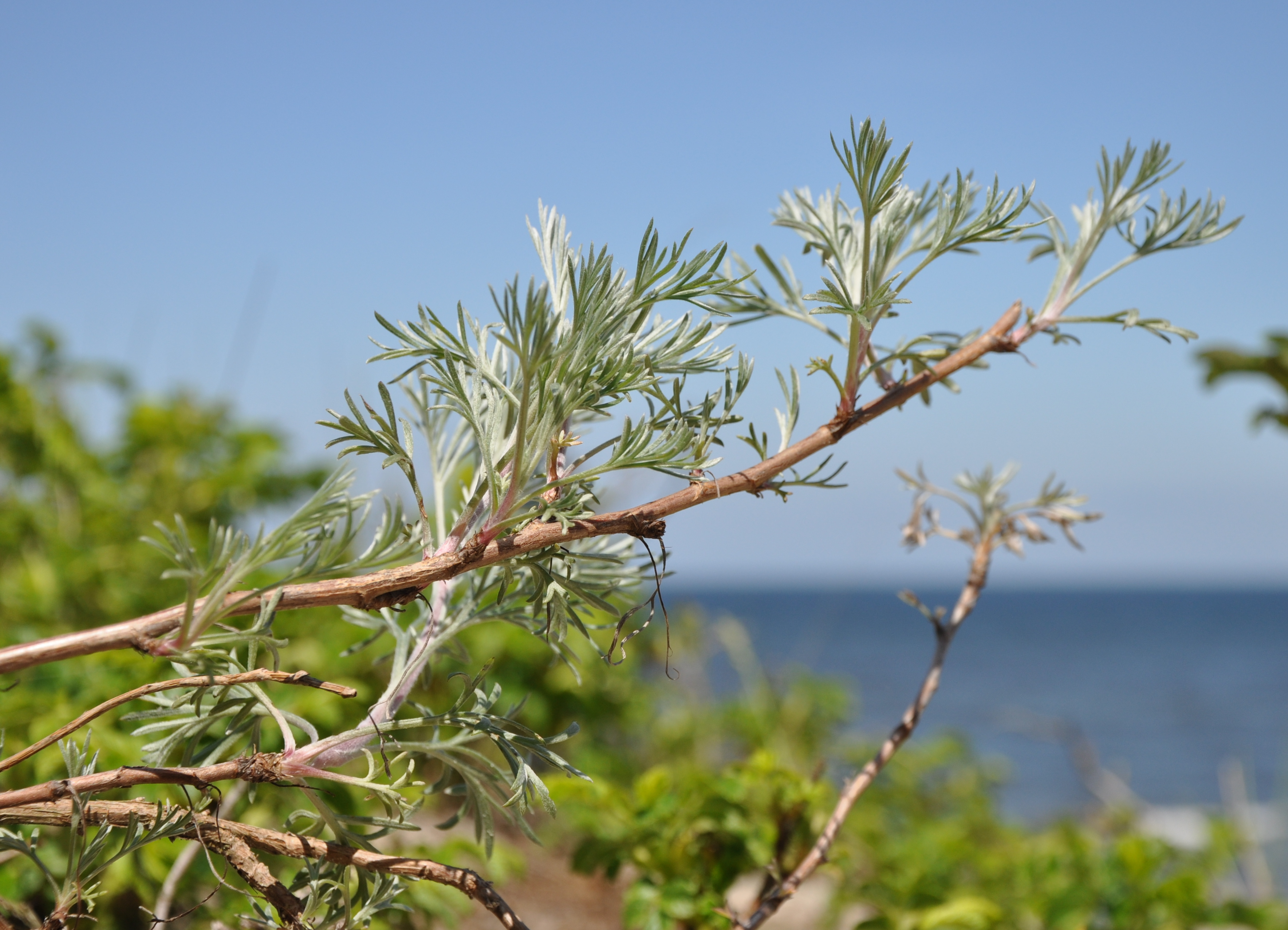
Le foglie
Artemisia campestris

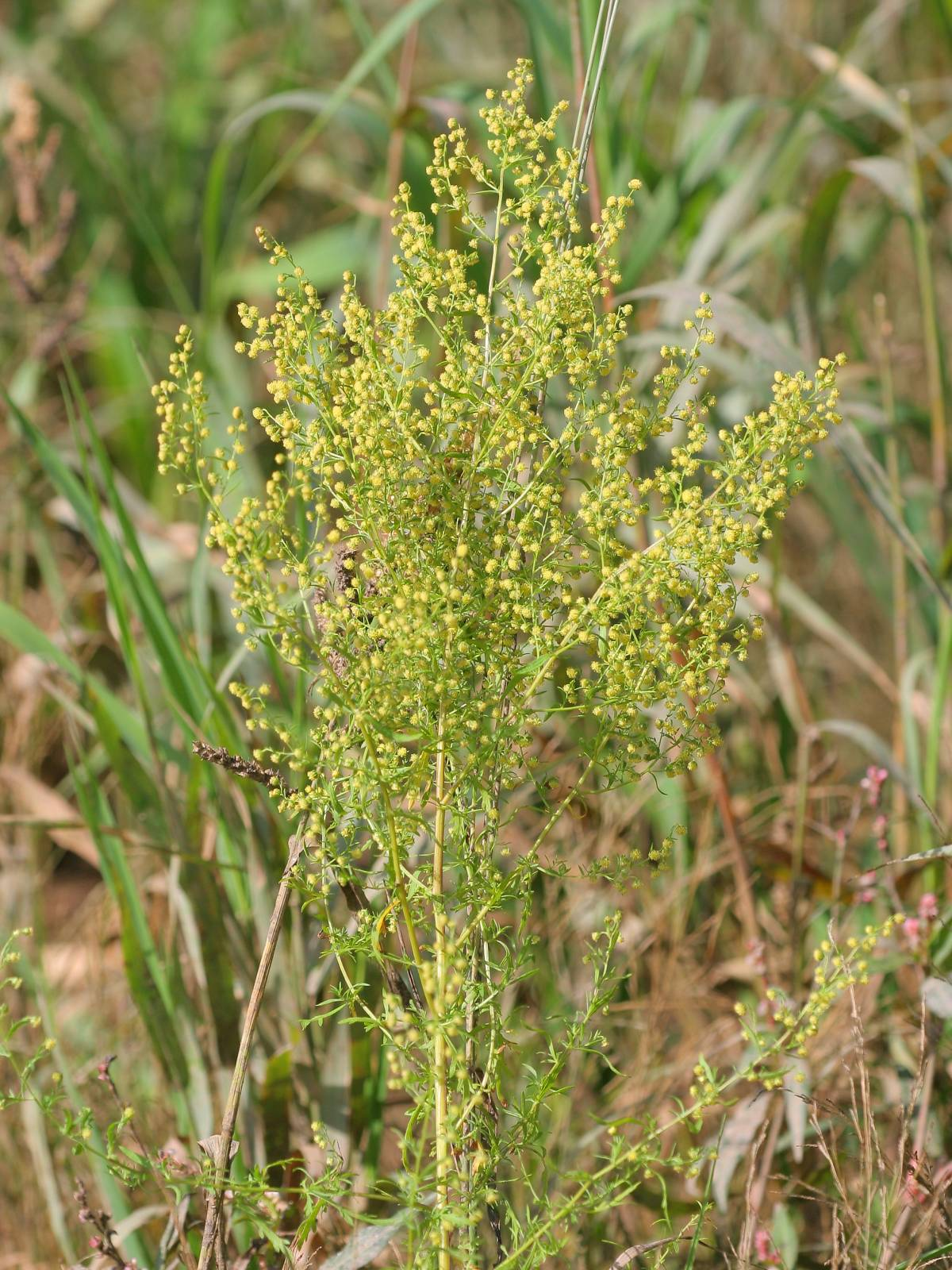
Infiorescenza
Artemisia annua

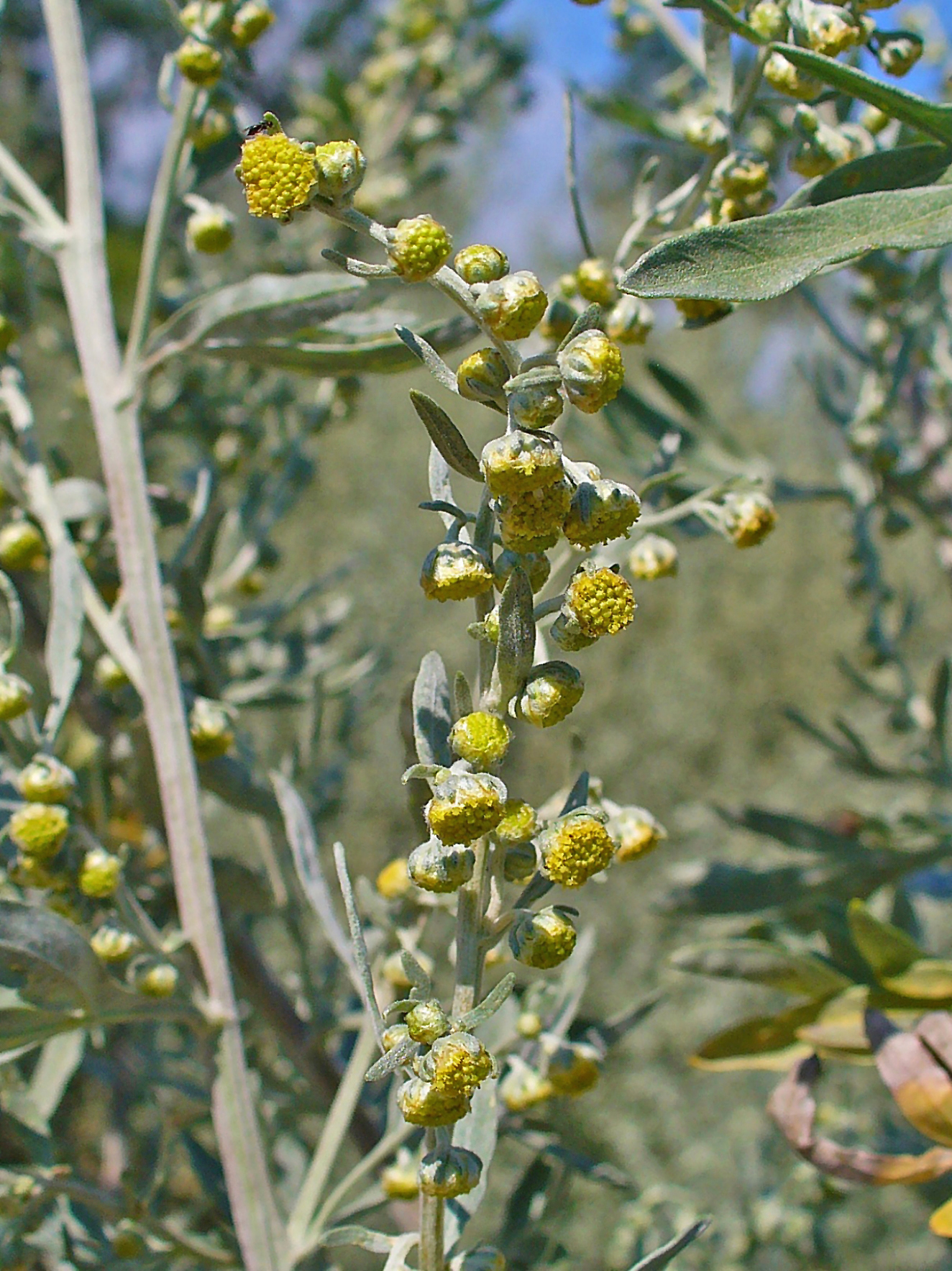
I fiori
Artemisia absinthium

Portamento. La forma biologica prevalente è camefite fruticose (Ch frut), ossia sono piante perenni, legnose alla base, con gemme svernanti poste ad un'altezza dal suolo tra i 2 ed i 30 cm con un aspetto arbustivo. Le porzioni erbacee seccano annualmente e rimangono in vita soltanto le parti legnose. Alcune specie (come Artemisia vulgaris L.) sono emicriptofite scapose (H scap), ossia piante sempre perenni ma con gemme svernanti al livello del suolo e protette dalla lettiera o dalla neve. Mentre altre (come Artemisia annua L.) sono terofite scapose (T scap), e quindi sono specie annuali e superano la stagione avversa sotto forma di seme. Queste piante sono inoltre prive di lattice (come invece le altre Asteraceae), contengono però oli eterei lattoni sesquiterpenici ed hanno un forte odore aromatico tipico e simile al cedro (o citronella) un po' canforato (qualcuno lo accomuna al vermouth).
Radici
Le radici sono secondarie da rizoma o da fittone e sono colorate di color marrone.
Fusto.  L'indumento consiste in brevi peli ghiandolari (medifissi o basifissi - secondo il tipo di attaccatura) o anche di altro tipo (stellato o tomentoso). Il colore in generale è grigio o bianco tomentoso. Ogni pianta può avere fino a 10 fusti. Altezza massima: 200 cm (350 cm nel Nord America).
- Parte ipogea: la parte sotterranea può essere fittonante, oppure consistere in un rizoma legnoso e grosso ma breve e con leggero odore aromatico; il portamento di questo rizoma a volte è obliquo.
- Parte epigea:  la parte aerea del fusto è legnosa, eretta, striata e mediamente molto ramosa; la superficie è arrossata e più o meno glabra (o appena pubescente con peli appressati).

Foglie. Sono presenti sia foglie basali che cauline. La disposizione delle foglie lungo il fusto è alternata. Quelle inferiori sono picciolate; quelle superiori sono sub-sessili. In genere la superficie superiore della foglia è colorata di verde (chiaro o scuro), mentre quella inferiore è più chiara in quanto dotata di una peluria di tipo tomentoso. La lamina fogliare a forma lanceolata, ovata, ellittica, filiforme o oblunga è del tipo 1–2–3-pennatopartita con segmenti in genere stretti e lunghi; a volte con margini dentati. Le foglie cauline sono progressivamente più ridotte: i segmenti sono più stretti e la lamina (più breve) è meno suddivisa. Alcune specie hanno la superficie punteggiata da ghiandole (Artemisia annua L. e Artemisia abrotanum L.). Altre specie hanno il picciolo allargato alla base in due orecchiette (Artemisia alba Turra e Artemisia campestris L.). La dimensione delle foglie varia da una larghezza di 2÷10 cm, ad una lunghezza di 10÷15 cm.
Infiorescenza. Le sinflorescenze sono formate da piccoli capolini raccolti in grandi racemi formanti delle pannocchie, spighe o grappoli. Le infiorescenze vere e proprie sono composte da un capolino terminale peduncolati (o sub-sessili) di tipo disciforme o discoide. I capolini sono formati da un involucro, con forme emisferiche-cilindriche o globose-urceolate, composto da 2 a 20 brattee, al cui interno un ricettacolo fa da base ai fiori di due tipi: fiori del raggio (qui sono assenti) e fiori del disco. Le brattee, piatte, a forma da ovata a lanceolata e a consistenza erbacea, sono disposte in modo più o meno embricato su più serie (da 2 a 7). Il ricettacolo, piano o convesso, glabro o peloso, è sprovvisto di pagliette avvolgenti la base dei fiori (raramente sono presenti). Le brattee al margine sono scariose e non sono mai canalicolate. Il diametro dei capolini varia da 1,5 a 8 mm.
Fiori.  I fiori sono tetra-ciclici (formati cioè da 4 verticilli: calice – corolla – androceo – gineceo) e pentameri (calice e corolla formati da 5 elementi). Si distinguono in:
- fiori del raggio (esterni): sono assenti;
- fiori del disco (centrali): sono numerosi con forme brevemente tubulose (attinomorfe); sono ermafroditi. Sono divisi tra fiori solamente femminili (posti alla periferia e al massimo una ventina) e fiori bi-sessuali (posti al centro e oltre una trentina) o funzionalmente maschili. A volte quest'ultimi possono essere anche femminili e sterili.

- Formula fiorale:

*/x K {\displaystyle \infty }, [C (5), A (5)], G 2 (infero), achenio
- Calice: i sepali del calice sono ridotti ad una coroncina di squame.

- Corolla: (solo fiori del disco) quelli periferici hanno le corolle affusolate con lembi più o meno ligulati o filiformi con 2 - 4 denti (o sono troncati); in quelli più centrali i petali della corolla sono 5 a forma deltata; nella parte inferiore sono saldati a tubo (corolla di tipo tubuloso). Il colore della corolla varia da giallastro, rossiccio a verdastro-bruno. Dimensione della corolla: 1,5÷3 mm.

- Androceo: l'androceo è formato da 5 stami (alternati ai lobi della corolla) sorretti da filamenti generalmente liberi e sottili; gli stami sono connati e formano un manicotto circondante lo stilo. Le antere possono essere sia di tipo basifissa che medifissa (ossia attaccate al filamento per la base – nel primo caso; oppure in un punto intermedio – nel secondo caso).[16] Questa caratteristica ha valore tassonomico in quanto distingue i generi gli uni dagli altri. Normalmente le antere variano da ottuse (arrotondate) a leggermente appuntite alla base (o anche caudate); in alcune specie le appendici sono triangolari, lineari o ellittiche. Il tessuto endoteciale (rivestimento interno dell'antera) non è polarizzato. Il polline è sferico con un diametro medio di circa 25 micron;  è tricolporato (con tre aperture sia di tipo a fessura che tipo isodiametrica o poro) ed è più o meno echinato (con punte sporgenti).

- Gineceo: l'ovario è infero uniloculare formato da 2 carpelli. Lo stilo (il recettore del polline) è profondamente bifido (con due stigmi divergenti) e con le linee stigmatiche marginali separate o contigue. I due bracci dello stilo hanno una forma troncata e possono essere papillosi o ricoperti da ciuffi di peli.

Frutti. Il frutto è un achenio sprovvisto di pappo. La forma varia da ellissoide a obovoide ed è compressa ai lati (oppure in alcune specie con 2 - 5 facce). La parte apicale è rotondeggiante e priva di corona. Il pericarpo può possedere (oppure no) delle cellule mucillaginifere, mentre le sacche di resina sono assenti. Dimensione del frutto: 0,3÷1 mm.

## Biologia
Impollinazione: l'impollinazione avviene tramite insetti (impollinazione entomogama tramite farfalle diurne e notturne).

Riproduzione: la fecondazione avviene fondamentalmente tramite l'impollinazione dei fiori (vedi sopra).

Dispersione: i semi (gli acheni) cadendo a terra sono successivamente dispersi soprattutto da insetti tipo formiche (disseminazione mirmecoria). In questo tipo di piante avviene anche un altro tipo di dispersione: zoocoria. Infatti gli uncini delle brattee dell'involucro (se presenti) si agganciano ai peli degli animali di passaggio disperdendo così anche su lunghe distanze i semi della pianta. Inoltre per merito del pappo (se presente) il vento può trasportare i semi anche a distanza di alcuni chilometri (disseminazione anemocora).

## Distribuzione e habitat
Si tratta di un vasto genere con specie quasi cosmopolite (Europa, America, Asia e Australasia) che crescono nelle zone temperate sia dell'emisfero boreale che di quello australe, di solito in habitat asciutti o semi-asciutti. Alcune specie (Artemisia vulgaris L. e Artemisia campestris L.) sono considerate delle erbe infestanti diffuse nelle vicinanze delle abitazioni. Altre (Artemisia glacialis L. e Artemisia genipi Weber) si spingono fino al limite delle nevi perenni.

I dati paleobotanici suggeriscono che l'origine del genere sia probabilmente circoscritta alle regioni montane del nord-ovest dell'Asia in un periodo datato verso la metà del Cenozoico (circa 30 milioni di anni fa) e quindi in seguito si sia evoluto in due-tre tappe fondamentali. Dai dati raccolti sembra che il Pliocene (circa dai 5 a 2,5 milioni di anni fa) sia stato un momento importante per questo genere in cui si ebbe una rapida diversificazione a livello mondiale delle sue specie. In seguito ulteriori sviluppi delle specie del genere sono strettamente correlati alle grandi variazioni ambientali (sia in riferimento ai cambiamenti climatici che per alcuni importanti movimenti tettonici).

In base all'"orologio molecolare", calcolato su recentissimi analisi del DNA di queste piante, Artemisia ha iniziato a divergere definitivamente circa 1,5 milioni di anni.

## Sistematica
La famiglia di appartenenza di questa voce (Asteraceae o Compositae, nomen conservandum) probabilmente originaria del Sud America, è la più numerosa del mondo vegetale, comprende oltre 23.000 specie distribuite su 1.535 generi, oppure 22.750 specie e 1.530 generi secondo altre fonti (una delle checklist più aggiornata elenca fino a 1.679 generi). La famiglia attualmente (2021) è divisa in 16 sottofamiglie; la sottofamiglia Asteroideae è una di queste e rappresenta l'evoluzione più recente di tutta la famiglia.

### Filogenesi
Il gruppo di questa voce è descritto nella tribù Anthemideae, una delle 21 tribù della sottofamiglia Asteroideae). In base alle ultime ricerche nella tribù sono stati individuati (provvisoriamente) 4 principali lignaggi (o cladi): "Southern hemisphere grade", "Asian-southern African grade", "Eurasian grade" e "Mediterranean clade". Il genere  Atemisia (insieme alla sottotribù Artemisiinae) è incluso nel clade Asian-southern African grade..
Da un punto di vista filogenetico il genere Artemisia, nell'ambito della sottotribù, occupa una posizione centrale e fa parte del "Artemisia Group" e insieme al genere Neopalasia forma un "gruppo fratello".
Attualmente il genere è suddiviso tradizionalmente in cinque grandi gruppi (o sezioni o sottogeneri):
- Absinthium: i capolini hanno fiori esterni femminili e fiori centrali bisessuali fertili; il ricettacolo  è peloso;
- Artemisia (= Abrotanum):  i capolini hanno fiori esterni femminili e fiori centrali bisessuali fertili; il ricettacolo è glabro;
- Dracunculus: i capolini hanno fiori esterni femminili e fiori centrali bisessuali ma funzionalmente maschili; il ricettacolo è glabro;
- Seriphidium: i capolini hanno tutti i fiori bisessuali fertili; il ricettacolo è glabro (è un endemismo dell'Asia);
- Tridentatae: i capolini hanno tutti i fiori bisessuali fertili; il ricettacolo è glabro; i segmenti terminali delle foglie terminano con tre lobi o denti.

Questa suddivisione attualmente è stata messa in discussione da un recente studio che ha campionato 228 specie di Artemisia individuando i seguenti 8 cladi principali:
- clade 1: consiste dell'intero sottogenere Dracunculus e alcune specie del sottogenere Artemisia. In questo gruppo trova posto alcune specie considerate "indipendenti" da altre ricerche:[3]

- Kaschgaria komarovii (Krasch. & Rubtzov) Poljakov;
- Filifolium sibiricum (L.) Kitam.;
- Mausolea eriocarpa (Bunge) Poljakov ex Podlech;
- Turaniphytum eranthemum (Bunge) Poljakov;

- clade 2: comprende quattro specie del sottogenere Artemisia. Qui si trova anche la specie "indipendente" Neopallasia pectinata (Pall.) Poljakov;
- clade 3: comprende la specie "indipendente" Crossostephium chinense (L.) Makino;
- clade 4: comprende tutte specie del sottogenere Artemisia;
- clade 5: comprende le specie del sottogenere Seriphidium (quasi tutte), del sottogenere Absinthium (4 specie) e due specie del sottogenere Artmenisia;
- clade 6: comprende tutto il sottogenere Tridentatae, tre specie del sottogenere Artemisia e tre del sottogenere Absinthium. Qui si trovano anche una specie e un intero genere "indipendente":

- Picrothamnus desertorum Nutt.;
- Sphaeromeria Nutt.;

- clade 7: comprende specie del sottogenere Absinthium;
- clade 8: resto delle specie del sottogenere Artemisia. Si divide in tre subcladi:

- subclade A: specie dell'Asia orientale (e un ulteriore subclade di specie del Nuovo Mondo);
- subclade B: specie dell'Eurasia;
- subclade C: altre specie dell'Eurasia.

Il cladogramma seguente, tratto dallo studio citato e semplificato, mostra una possibile configurazione filogenetica del gruppo (sono indicati i sottogeneri tradizionali).
|  | C3: Crossostephium chinense                                                                                                  |
|  | |
|  | \| \| C4: specie del subg. Artemisia \| \| \| \| \| \| C5: specie dei subg. Seriphidium, Absinthium e Artmenisia \| \| \| \| |
|  | |
|  | C4: specie del subg. Artemisia                                                                                               |
|  | |
|  | C5: specie dei subg. Seriphidium, Absinthium e Artmenisia                                                                    |
|  | |

|  | C4: specie del subg. Artemisia                            |
|  |                                                           |
|  | C5: specie dei subg. Seriphidium, Absinthium e Artmenisia |
|  |                                                           |

|  | C6: tutto il subg. Tridentatae, e specie dei subg. Artemisia e Absinthium |
|  |                                                                           |
|  | C7: specie del subg. Absinthium                                           |
|  |                                                                           |

|  | specie dell'Asia orientale e Nuovo Mondo                                          |
|  |                                                                                   |
|  | \| \| specie dell'Eurasia \| \| \| \| \| \| altre specie dell'Eurasia \| \| \| \| |
|  |                                                                                   |
|  | specie dell'Eurasia                                                               |
|  |                                                                                   |
|  | altre specie dell'Eurasia                                                         |
|  |                                                                                   |

|  | specie dell'Eurasia       |
|  |                           |
|  | altre specie dell'Eurasia |
|  |                           |

|  | C6: tutto il subg. Tridentatae, e specie dei subg. Artemisia e Absinthium |
|  |                                                                           |
|  | C7: specie del subg. Absinthium                                           |
|  |                                                                           |

|  | specie dell'Asia orientale e Nuovo Mondo                                          |
|  |                                                                                   |
|  | \| \| specie dell'Eurasia \| \| \| \| \| \| altre specie dell'Eurasia \| \| \| \| |
|  |                                                                                   |
|  | specie dell'Eurasia                                                               |
|  |                                                                                   |
|  | altre specie dell'Eurasia                                                         |
|  |                                                                                   |

|  | specie dell'Eurasia       |
|  |                           |
|  | altre specie dell'Eurasia |
|  |                           |

|  | C3: Crossostephium chinense                                                                                                  |
|  | |
|  | \| \| C4: specie del subg. Artemisia \| \| \| \| \| \| C5: specie dei subg. Seriphidium, Absinthium e Artmenisia \| \| \| \| |
|  | |
|  | C4: specie del subg. Artemisia                                                                                               |
|  | |
|  | C5: specie dei subg. Seriphidium, Absinthium e Artmenisia                                                                    |
|  | |

|  | C4: specie del subg. Artemisia                            |
|  |                                                           |
|  | C5: specie dei subg. Seriphidium, Absinthium e Artmenisia |
|  |                                                           |

|  | C6: tutto il subg. Tridentatae, e specie dei subg. Artemisia e Absinthium |
|  |                                                                           |
|  | C7: specie del subg. Absinthium                                           |
|  |                                                                           |

|  | specie dell'Asia orientale e Nuovo Mondo                                          |
|  |                                                                                   |
|  | \| \| specie dell'Eurasia \| \| \| \| \| \| altre specie dell'Eurasia \| \| \| \| |
|  |                                                                                   |
|  | specie dell'Eurasia                                                               |
|  |                                                                                   |
|  | altre specie dell'Eurasia                                                         |
|  |                                                                                   |

|  | specie dell'Eurasia       |
|  |                           |
|  | altre specie dell'Eurasia |
|  |                           |

|  | C6: tutto il subg. Tridentatae, e specie dei subg. Artemisia e Absinthium |
|  |                                                                           |
|  | C7: specie del subg. Absinthium                                           |
|  |                                                                           |

|  | specie dell'Asia orientale e Nuovo Mondo                                          |
|  |                                                                                   |
|  | \| \| specie dell'Eurasia \| \| \| \| \| \| altre specie dell'Eurasia \| \| \| \| |
|  |                                                                                   |
|  | specie dell'Eurasia                                                               |
|  |                                                                                   |
|  | altre specie dell'Eurasia                                                         |
|  |                                                                                   |

|  | specie dell'Eurasia       |
|  |                           |
|  | altre specie dell'Eurasia |
|  |                           |

|  | C3: Crossostephium chinense                                                                                                  |
|  | |
|  | \| \| C4: specie del subg. Artemisia \| \| \| \| \| \| C5: specie dei subg. Seriphidium, Absinthium e Artmenisia \| \| \| \| |
|  | |
|  | C4: specie del subg. Artemisia                                                                                               |
|  | |
|  | C5: specie dei subg. Seriphidium, Absinthium e Artmenisia                                                                    |
|  | |

|  | C4: specie del subg. Artemisia                            |
|  |                                                           |
|  | C5: specie dei subg. Seriphidium, Absinthium e Artmenisia |
|  |                                                           |

|  | C6: tutto il subg. Tridentatae, e specie dei subg. Artemisia e Absinthium |
|  |                                                                           |
|  | C7: specie del subg. Absinthium                                           |
|  |                                                                           |

|  | specie dell'Asia orientale e Nuovo Mondo                                          |
|  |                                                                                   |
|  | \| \| specie dell'Eurasia \| \| \| \| \| \| altre specie dell'Eurasia \| \| \| \| |
|  |                                                                                   |
|  | specie dell'Eurasia                                                               |
|  |                                                                                   |
|  | altre specie dell'Eurasia                                                         |
|  |                                                                                   |

|  | specie dell'Eurasia       |
|  |                           |
|  | altre specie dell'Eurasia |
|  |                           |

|  | C6: tutto il subg. Tridentatae, e specie dei subg. Artemisia e Absinthium |
|  |                                                                           |
|  | C7: specie del subg. Absinthium                                           |
|  |                                                                           |

|  | specie dell'Asia orientale e Nuovo Mondo                                          |
|  |                                                                                   |
|  | \| \| specie dell'Eurasia \| \| \| \| \| \| altre specie dell'Eurasia \| \| \| \| |
|  |                                                                                   |
|  | specie dell'Eurasia                                                               |
|  |                                                                                   |
|  | altre specie dell'Eurasia                                                         |
|  |                                                                                   |

|  | specie dell'Eurasia       |
|  |                           |
|  | altre specie dell'Eurasia |
|  |                           |

|  | C3: Crossostephium chinense                                                                                                  |
|  | |
|  | \| \| C4: specie del subg. Artemisia \| \| \| \| \| \| C5: specie dei subg. Seriphidium, Absinthium e Artmenisia \| \| \| \| |
|  | |
|  | C4: specie del subg. Artemisia                                                                                               |
|  | |
|  | C5: specie dei subg. Seriphidium, Absinthium e Artmenisia                                                                    |
|  | |

|  | C4: specie del subg. Artemisia                            |
|  |                                                           |
|  | C5: specie dei subg. Seriphidium, Absinthium e Artmenisia |
|  |                                                           |

|  | C6: tutto il subg. Tridentatae, e specie dei subg. Artemisia e Absinthium |
|  |                                                                           |
|  | C7: specie del subg. Absinthium                                           |
|  |                                                                           |

|  | specie dell'Asia orientale e Nuovo Mondo                                          |
|  |                                                                                   |
|  | \| \| specie dell'Eurasia \| \| \| \| \| \| altre specie dell'Eurasia \| \| \| \| |
|  |                                                                                   |
|  | specie dell'Eurasia                                                               |
|  |                                                                                   |
|  | altre specie dell'Eurasia                                                         |
|  |                                                                                   |

|  | specie dell'Eurasia       |
|  |                           |
|  | altre specie dell'Eurasia |
|  |                           |

|  | C6: tutto il subg. Tridentatae, e specie dei subg. Artemisia e Absinthium |
|  |                                                                           |
|  | C7: specie del subg. Absinthium                                           |
|  |                                                                           |

|  | specie dell'Asia orientale e Nuovo Mondo                                          |
|  |                                                                                   |
|  | \| \| specie dell'Eurasia \| \| \| \| \| \| altre specie dell'Eurasia \| \| \| \| |
|  |                                                                                   |
|  | specie dell'Eurasia                                                               |
|  |                                                                                   |
|  | altre specie dell'Eurasia                                                         |
|  |                                                                                   |

|  | specie dell'Eurasia       |
|  |                           |
|  | altre specie dell'Eurasia |
|  |                           |

|  | C3: Crossostephium chinense                                                                                                  |
|  | |
|  | \| \| C4: specie del subg. Artemisia \| \| \| \| \| \| C5: specie dei subg. Seriphidium, Absinthium e Artmenisia \| \| \| \| |
|  | |
|  | C4: specie del subg. Artemisia                                                                                               |
|  | |
|  | C5: specie dei subg. Seriphidium, Absinthium e Artmenisia                                                                    |
|  | |

|  | C4: specie del subg. Artemisia                            |
|  |                                                           |
|  | C5: specie dei subg. Seriphidium, Absinthium e Artmenisia |
|  |                                                           |

|  | C6: tutto il subg. Tridentatae, e specie dei subg. Artemisia e Absinthium |
|  |                                                                           |
|  | C7: specie del subg. Absinthium                                           |
|  |                                                                           |

|  | specie dell'Asia orientale e Nuovo Mondo                                          |
|  |                                                                                   |
|  | \| \| specie dell'Eurasia \| \| \| \| \| \| altre specie dell'Eurasia \| \| \| \| |
|  |                                                                                   |
|  | specie dell'Eurasia                                                               |
|  |                                                                                   |
|  | altre specie dell'Eurasia                                                         |
|  |                                                                                   |

|  | specie dell'Eurasia       |
|  |                           |
|  | altre specie dell'Eurasia |
|  |                           |

|  | C6: tutto il subg. Tridentatae, e specie dei subg. Artemisia e Absinthium |
|  |                                                                           |
|  | C7: specie del subg. Absinthium                                           |
|  |                                                                           |

|  | specie dell'Asia orientale e Nuovo Mondo                                          |
|  |                                                                                   |
|  | \| \| specie dell'Eurasia \| \| \| \| \| \| altre specie dell'Eurasia \| \| \| \| |
|  |                                                                                   |
|  | specie dell'Eurasia                                                               |
|  |                                                                                   |
|  | altre specie dell'Eurasia                                                         |
|  |                                                                                   |

|  | specie dell'Eurasia       |
|  |                           |
|  | altre specie dell'Eurasia |
|  |                           |

|  | C3: Crossostephium chinense                                                                                                  |
|  | |
|  | \| \| C4: specie del subg. Artemisia \| \| \| \| \| \| C5: specie dei subg. Seriphidium, Absinthium e Artmenisia \| \| \| \| |
|  | |
|  | C4: specie del subg. Artemisia                                                                                               |
|  | |
|  | C5: specie dei subg. Seriphidium, Absinthium e Artmenisia                                                                    |
|  | |

|  | C4: specie del subg. Artemisia                            |
|  |                                                           |
|  | C5: specie dei subg. Seriphidium, Absinthium e Artmenisia |
|  |                                                           |

|  | C6: tutto il subg. Tridentatae, e specie dei subg. Artemisia e Absinthium |
|  |                                                                           |
|  | C7: specie del subg. Absinthium                                           |
|  |                                                                           |

|  | specie dell'Asia orientale e Nuovo Mondo                                          |
|  |                                                                                   |
|  | \| \| specie dell'Eurasia \| \| \| \| \| \| altre specie dell'Eurasia \| \| \| \| |
|  |                                                                                   |
|  | specie dell'Eurasia                                                               |
|  |                                                                                   |
|  | altre specie dell'Eurasia                                                         |
|  |                                                                                   |

|  | specie dell'Eurasia       |
|  |                           |
|  | altre specie dell'Eurasia |
|  |                           |

|  | C6: tutto il subg. Tridentatae, e specie dei subg. Artemisia e Absinthium |
|  |                                                                           |
|  | C7: specie del subg. Absinthium                                           |
|  |                                                                           |

|  | specie dell'Asia orientale e Nuovo Mondo                                          |
|  |                                                                                   |
|  | \| \| specie dell'Eurasia \| \| \| \| \| \| altre specie dell'Eurasia \| \| \| \| |
|  |                                                                                   |
|  | specie dell'Eurasia                                                               |
|  |                                                                                   |
|  | altre specie dell'Eurasia                                                         |
|  |                                                                                   |

|  | specie dell'Eurasia       |
|  |                           |
|  | altre specie dell'Eurasia |
|  |                           |

|  | C3: Crossostephium chinense                                                                                                  |
|  | |
|  | \| \| C4: specie del subg. Artemisia \| \| \| \| \| \| C5: specie dei subg. Seriphidium, Absinthium e Artmenisia \| \| \| \| |
|  | |
|  | C4: specie del subg. Artemisia                                                                                               |
|  | |
|  | C5: specie dei subg. Seriphidium, Absinthium e Artmenisia                                                                    |
|  | |

|  | C4: specie del subg. Artemisia                            |
|  |                                                           |
|  | C5: specie dei subg. Seriphidium, Absinthium e Artmenisia |
|  |                                                           |

|  | C6: tutto il subg. Tridentatae, e specie dei subg. Artemisia e Absinthium |
|  |                                                                           |
|  | C7: specie del subg. Absinthium                                           |
|  |                                                                           |

|  | specie dell'Asia orientale e Nuovo Mondo                                          |
|  |                                                                                   |
|  | \| \| specie dell'Eurasia \| \| \| \| \| \| altre specie dell'Eurasia \| \| \| \| |
|  |                                                                                   |
|  | specie dell'Eurasia                                                               |
|  |                                                                                   |
|  | altre specie dell'Eurasia                                                         |
|  |                                                                                   |

|  | specie dell'Eurasia       |
|  |                           |
|  | altre specie dell'Eurasia |
|  |                           |

|  | C6: tutto il subg. Tridentatae, e specie dei subg. Artemisia e Absinthium |
|  |                                                                           |
|  | C7: specie del subg. Absinthium                                           |
|  |                                                                           |

|  | specie dell'Asia orientale e Nuovo Mondo                                          |
|  |                                                                                   |
|  | \| \| specie dell'Eurasia \| \| \| \| \| \| altre specie dell'Eurasia \| \| \| \| |
|  |                                                                                   |
|  | specie dell'Eurasia                                                               |
|  |                                                                                   |
|  | altre specie dell'Eurasia                                                         |
|  |                                                                                   |

|  | specie dell'Eurasia       |
|  |                           |
|  | altre specie dell'Eurasia |
|  |                           |

|  | C3: Crossostephium chinense                                                                                                  |
|  | |
|  | \| \| C4: specie del subg. Artemisia \| \| \| \| \| \| C5: specie dei subg. Seriphidium, Absinthium e Artmenisia \| \| \| \| |
|  | |
|  | C4: specie del subg. Artemisia                                                                                               |
|  | |
|  | C5: specie dei subg. Seriphidium, Absinthium e Artmenisia                                                                    |
|  | |

|  | C4: specie del subg. Artemisia                            |
|  |                                                           |
|  | C5: specie dei subg. Seriphidium, Absinthium e Artmenisia |
|  |                                                           |

|  | C6: tutto il subg. Tridentatae, e specie dei subg. Artemisia e Absinthium |
|  |                                                                           |
|  | C7: specie del subg. Absinthium                                           |
|  |                                                                           |

|  | specie dell'Asia orientale e Nuovo Mondo                                          |
|  |                                                                                   |
|  | \| \| specie dell'Eurasia \| \| \| \| \| \| altre specie dell'Eurasia \| \| \| \| |
|  |                                                                                   |
|  | specie dell'Eurasia                                                               |
|  |                                                                                   |
|  | altre specie dell'Eurasia                                                         |
|  |                                                                                   |

|  | specie dell'Eurasia       |
|  |                           |
|  | altre specie dell'Eurasia |
|  |                           |

|  | C6: tutto il subg. Tridentatae, e specie dei subg. Artemisia e Absinthium |
|  |                                                                           |
|  | C7: specie del subg. Absinthium                                           |
|  |                                                                           |

|  | specie dell'Asia orientale e Nuovo Mondo                                          |
|  |                                                                                   |
|  | \| \| specie dell'Eurasia \| \| \| \| \| \| altre specie dell'Eurasia \| \| \| \| |
|  |                                                                                   |
|  | specie dell'Eurasia                                                               |
|  |                                                                                   |
|  | altre specie dell'Eurasia                                                         |
|  |                                                                                   |

|  | specie dell'Eurasia       |
|  |                           |
|  | altre specie dell'Eurasia |
|  |                           |

A seguito dello studio citato viene proposta una nuova tassonomia interna al genere Artemisia:
| Sottogenere                    | Descrizione | Clade   | Specie italiane                                                                       |
| ------------------------------ | --- | ------- | ------------------------------------------------------------------------------------- |
| Dracunculus (Besser) Rydb      | Il ciclo biologico è perenne con portamenti erbacei o arbustivi (occasionalmente le erbe sono annuali); le sono foglie di vario genere,forme e dimensioni; la sinflorescenza è panicolata (raramente è un racemo o un corimbo); i capolini sono del tipo eterogamo-disciforme con fiori centrali maschili o eterogamo-disciforme | Clade 1 | A. dracunculus, A. scoparia, A. campestris                                            |
| Pectinata B.H. Jiao & T.G. Gao | I cicli biologici sono annuali o biennali; le foglie sono pennate, grandi o piccole; la sinflorescenza e panicolata; i capolini sono del tipo eterogamo-disciforme | Clade 2 | A. biennis, A. tournefortiana                                                         |
| Pacifica C.R. Hobbs & B.G.     | Il portamento è arbustivo; le foglie sono pennate, grandi; la sinflorescenza è panicolata; i capolini sono del tipo eterogamo-disciforme | Clade 3 |                                                                                       |
| Ponticae B.H. Jiao & T.G. Gao  | Il portamento è subarbustivo o arbustivo; le foglie sono pennate, grandi; la sinflorescenza è panicolata; i capolini sono del tipo eterogamo-disciforme | Clade 4 | A. alba, A. chamaemelifolia, A. pontica                                               |
| Seriphidium Besser ex Less.    | Il ciclo biologico è annuale, biennale o perenne con portamenti subarbustivi; le foglie sono pennatosette (la dimensione della foglia varia da piccola a grande); la sinflorescenza è panicolata; i capolini sono omogami-disciformi o eterogami-disciforme con ricettacolo pubescente oppure omogami-discoidi                   | Clade 5 | A. annua, A. vallesiaca                                                               |
| Tridentatae (Rydb.) McArthur   | Il portamento è arbustivo o subarbustivo; le foglie sono intere o trilobate, raramente pennatosette, piccole; le sinflorescenze sono pannocchie, racemi o corimbi; i capolini sono eterogami-disciformi con ricettacolo pubescente e con fiori centrali maschili oppure sono omogami-discoidi                                    | Clade 6 |                                                                                       |
| Absinthium (Mill.) Less.       | I cicli biologici sono annuali, biennali o perenni con portamenti subarbustivi; le foglie sono pennate, medie; le siflorescenze sono pannocchie o racemi; i capolini sono eterogami disciformi con ricettacolo pubescente oppure eterogami disciformi                                                                            | Clade 7 | A. absinthium, A. arborescens, A. pedemontana, A. nitida, A. umbelliformis, A. genipi |
| Artemisia                      | I cicli biologici sono annuali, biennali o perenni con portamenti subarbustivi; le foglie sono pennate, medie; le siflorescenze sono pannocchie o racemi; i capolini sono eterogami disciformi con ricettacolo pubescente oppure eterogami disciformi                                                                            | Clade 8 | A. vulgaris, A. verlotiorum                                                           |

I caratteri distintivi del genere sono:
- i cicli biologici di queste piante sono annuali, biennali o perenni;
- non sono presenti parti spinescenti;
- le siflorescenze tipiche di questo genere dei lunghi panicoli;
- i fiori centrali sono tutti bisessuali o tutti femminili sterili con ovario ridotto.

Il numero cromosomico delle specie di questo genere è: 2n = 14, 16, 18, 20, 22, 34 (specie poliploidi).
Questo genere ha attualmente 484 specie (sono state tolte 14 specie considerate non più sinonime - vedi sotto).

### Specie controverse
In base agli ultimi studi condotti sul genere Artemisia le seguenti specie sono da trasferire ai relativi generi:
- Artemisia stracheyi Hook.f. & Thomson ex C.B.Clarke  in Artemisiella stracheyi (Hook.f. & Thomson ex C.B.Clarke) Ghafoor
- Artemisia eriocarpa Bunge in Mausolea eriocarpa (Bunge) Poljakov
- Artemisia spinescens D.C.Eaton in Picrothamnus desertorum Nutt.
- Artemisia nuttallii (Torr. & A.Gray) Mosyakin, L.M.Shultz & G.V.Boiko in Sphaeromeria argentea Nutt.
- Artemisia albicans Sòn.Garcia, Garnatje, McArthur, Pellicer, S.C.Sand in Sphaeromeria cana (D.C.Eaton) A.Heller
- Artemisia capitata (Nutt.) Sòn.Garcia, Garnatje, McArthur, Pellicer, S.C.Sand in Sphaeromeria capitata Nutt.
- Artemisia constricta Sòn.Garcia, Garnatje, McArthur, Pellicer, S.C.Sand in Sphaeromeria compacta (H.M.Hall) "A.H.Holmgren, L.M.Shultz & Lowrey"
- Artemisia inaequifolia Sòn.Garcia, Garnatje, McArthur, Pellicer, S.C.Sand in Sphaeromeria diversifolia (D.C.Eaton) Rydb.
- Artemisia martirensis (Wiggins) C.R.Hobbs & B.G.Baldwin in Sphaeromeria martirensis (Wiggins) "A.H.Holmgren, L.M.Shultz & Lowrey"
- Artemisia potentilloides A.Gray in Sphaeromeria potentilloides (A.Gray) A.Heller
- Artemisia ruthiae (A.H.Holmgren, L.M.Shultz & Lowrey) Sòn.Garcia, Garnatje, McArthur, Pellicer, S.C.Sand in Sphaeromeria ruthiae "A.H.Holmgren, L.M.Shultz & Lowrey"
- Artemisia simplex (A.Nelson) Sòn.Garcia, Garnatje, McArthur, Pellicer, S.C.Sand in Sphaeromeria simplex (A.Nelson) A.Heller
- Artemisia codringtonii Rech.f. in Turaniphytum codringtonii (Rech.f.) Podlech
- Artemisia eranthema Bunge in Turaniphytum eranthemum (Bunge) Poljakov

### Sinonimi
Sono elencati alcuni sinonimi per questa entità:
- Abrotanum Duhamel
- Absinthium  Mill.
- Artanacetum  (Rzazade) Rzazade
- Artemisiastrum  Rydb.
- Chamartemisia  Rydb.
- Draconia  Heist. ex Fabr.
- Dracunculus  Ledeb.
- Oligosporus  Cass.
- Seriphidium  (Besser ex Less.) Fourr.
- Vesicarpa  Rydb.

Da questo elenco sono stati tolti i seguenti generi, che in base alle ultime ricerche, sono stati riconsiderati validi:
- Artemisiella Ghafoor (una specie)
- Mausolea  Bunge ex Poljakov  (una specie)
- Picrothamnus  Nutt. (una specie)
- Sphaeromeria  Nutt. (9 specie)
- Turaniphytum  Poljakov (2 specie)

### Specie della flora italiana
- Artemisia abrotanum L. - Abrotano.
- Artemisia absinthium L. - Assenzio vero.
- Artemisia alba Turra - Assenzio maschio.
- Artemisia annua L. - Assenzio annuale.
- Artemisia arborescens L. - Assenzio arbustivo.
- Artemisia atrata Lam. - Assenzio nero.
- Artemisia biennis Wild. - Assenzio bienne.
- Artemisia caerulescens L. - Assenzio litorale.
- Artemisia campestris L. - Assenzio di campo.
- Artemisia chamaemelifolia Vill. - Assenzio a foglie d'Achillea.
- Artemisia densiflora Wiv. - Assenzio della Corsica.
- Artemisia dracunculus L. - Assenzio dragoncello.
- Artemisia eriantha  Ten. - Assenzio rupestre.
- Artemisia genipi Stechm. - Assenzio genepì nero.
- Artemisia glacialis L. - Assenzio genepì dei ghiacciai.
- Artemisia nitida Bertold. - Assenzio lucido.
- Artemisia pedemontana Balb. - Assenzio lanato.
- Artemisia pontica L. - Assenzio pontico.
- Artemisia scoparia W. & K. - Assenzio scopario.
- Artemisia tournefortiana Rchb.  - Assenzio dell'Armenia.
- Artemisia umbelliformis Lam. - Assenzio genepì bianco.
- Artemisia vallesiaca All. - Assenzio del Vallese.
- Artemisia verlotiorum Lamotte - Assenzio dei fratelli Verlot.
- Artemisia vulgaris L. - Assenzio selvatico.

## Ecologia
- Le specie di Artemisia sono tra gli alimenti preferiti dalle larve di alcune specie di Lepidotteri.
- Un altro aspetto interessante sono le difese attivate dalle specie di Artemisia per la sopravvivenza per mezzo dell'allelopatia. Ad esempio in alcune boscaglie del sud della California (boscaglie chiamate chaparral nella valle di Santa Ynes) i cespugli di Artemisia californica Less. allontanano sempre di più la vegetazione erbacea e nell'area di circa 1÷2 metri attorno ai cespugli stessi tutto il terreno è libero da erbacce. Le stesse hanno difficoltà a crescere fino ad una distanza di 3÷8 metri dai cespugli di Artemisia. Infatti queste erbe (graminacee dei generi Bromus, Festuca, Avena e altri) sono sensibili (negativamente) ai monoterpeni idrofobici emessi come gas dall'Artemisia californica. Queste sostanze depositandosi sulla superficie del terreno, poi in un secondo tempo, penetrano nelle membrane dei semi germinanti delle graminacee inibendone la regolare crescita[24]. D'altra parte anche le specie di Artemisia sono costrette a “subire” la presenza di altre specie concorrenti. Sempre negli Stati Uniti nel Great Basin (Gran Bacino) l'Artemisia tridentata Nutt. in vicinanza alle erbacce del genere Agropyron (in particolare la specie Agropyron desertorum (Fisch. Ex Link) J.A.Schultes) ha difficoltà ad assorbire dal terreno il fosforo necessario al suo sviluppo (le radici di Agropyron sono molto più efficienti di quelle delle Artemisie nell'assorbire dal terreno il fosforo). In alcune aree Agropyron desertorum minaccia seriamente di soppiantare Artemisia tridentata[25].

## Usi

### Farmacia
Queste sono piante contenenti vari oli essenziali e vari terpenoidi come l'eucaliptolo, il tujone e il cineolo; alcune specie contengono anche flavonoidi e derivati della cumarina. In genere sono piante officinali utilizzate soprattutto nella medicina popolare orientale (cinese e giapponese).

Le proprietà medicamentose di queste piante (sempre secondo la medicina popolare) sono:
- antisettica (proprietà di impedire o rallentare lo sviluppo dei microbi);
- antispasmodica (attenua gli spasmi muscolari, e rilassa anche il sistema nervoso);
- antimalarica;
- carminativa (favorisce la fuoriuscita dei gas intestinali);
- diaforetica (agevola la traspirazione cutanea);
- emmenagoga (regola il flusso mestruale);
- espettorante (favorisce l'espulsione delle secrezioni bronchiali);
- eupeptica (favorisce la digestione);
- amaro tonico (digestiva);
- antidiabetica (dalle radici - combatte la malattia del diabete).

### Cucina
Alcuni usi alimentari delle specie di Artemisia:
- le foglie cotte o crude di Artemisia vulgaris L., aggiunte alla dieta, per merito del loro aroma amaro, aiutano la digestione; per questo in molte zone sono preparate soprattutto come condimento a cibi grassi. Le foglie sono usate anche come infuso, oppure per aromatizzare la birra.;
- il sapore aspro delle piante di questo genere spinse le levatrici dell'antichità a farne uso per lo svezzamento;
- l'Artemisia absinthium L. è la pianta base per la ricetta del distillato assenzio, a cui attribuisce il sapore aspro e il tipico colore verde; il Vermouth, liquore a base di assenzio macerato nel vino usato come aperitivo, deve il suo nome proprio al tedesco antico "werimuota", termine col quale le popolazioni walser nominavano l'artemisia;
- la specie Artemisia umbelliformis Lam. è ricercata per la produzione del liquore Genepì; le foglie sono utilizzate nella preparazione di tè profumato e a volte sono anche usate come condimento.

### Giardinaggio
Alcune varianti orticole sono molto apprezzate nel giardinaggio in quanto si presentano con un ricco fogliame e graziose spighe di piccoli e profumati capolini. In genere sono piante di facile coltivazione; hanno bisogno di terreni ben drenati e leggermente alcalini in posizioni soleggiate. Le specie coltivate nei giardini europei sono: Artemisia annua L., Artemisia argentea L'Hér (originaria della Macaronesia), Artemisia pontica L. e Artemisia scoparia Waldst. & Kit..

### Medicina tradizionale cinese
La moxibustione è una tecnica che utilizza coni o bastoncini di Artemisia (Aitiao in cinese) riscaldati su alcuni punti o zone del corpo.

## Allergie
Nonostante l'Artemisia sia utilizzata in erboristeria e nella medicina popolare cinese, i suoi pollini possono creare allergie nei soggetti sensibili, soprattutto nel periodo di picco della fioritura che in Italia avviene tra il mese di agosto e la fine di settembre.
I sintomi dell'allergia comprendono naso che cola, starnuti, occhi arrossati e bruciore alla gola..